# Kazimierz Paździor
Kazimierz Sylwester Paździor (4. března 1935, Radom – 24. června 2010, Vratislav) byl polský boxer. Na Letních olympijských hrách 1960 v Římě získal zlatou medaili ve váhové kategorii do 60 kg. Ve finále porazil Sandra Lopopola z Itálie. Zlatou medaili získal i na ME 1957 v Praze.